# Kiloli
Kiloli è una circoscrizione rurale (rural ward) della Tanzania situata nel distretto di Sikonge, regione di Tabora. Conta una popolazione di 4 689 abitanti (censimento 2012).